# شیلونگ
شیلونگ (به انگلیسی: Shillong) یک شهر (قرارگاه کوهستانی) در شمال شرقی هند و مرکز ایالت مگالایا می‌باشد.
این شهر بین رود براهماپوترا و رود سورما واقع شده‌است و آب و هوای آن در طول سال خنک باقی می‌ماند.

## خصوصیات
شیلونگ ۶۴٫۳۶ کیلومترمربع مساحت و ۱۴۳٬۲۲۹ نفر جمعیت دارد و ۱٬۵۲۵ متر بالاتر از سطح دریا واقع شده‌است.

## نگارخانه

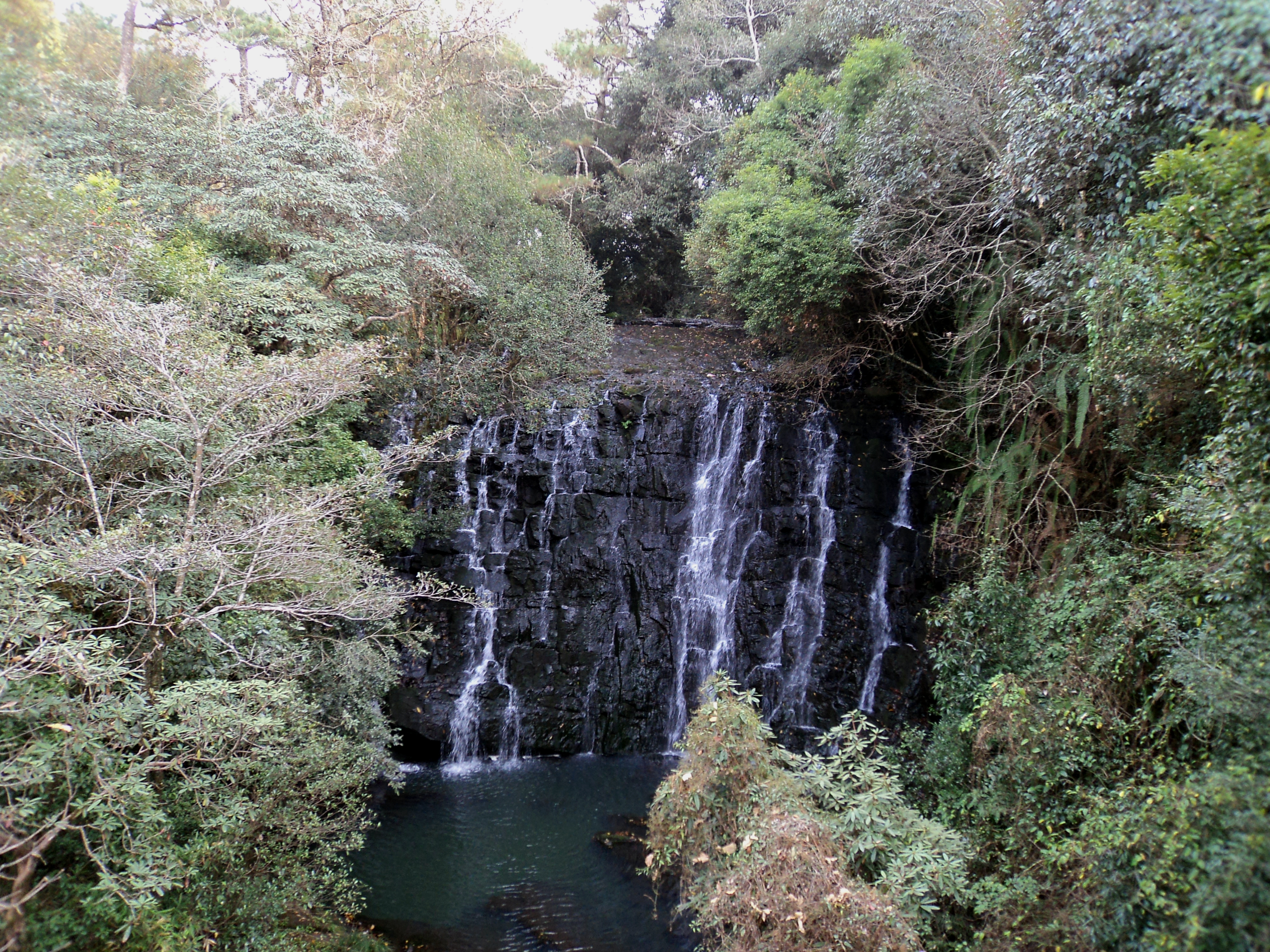
آبشار فیل
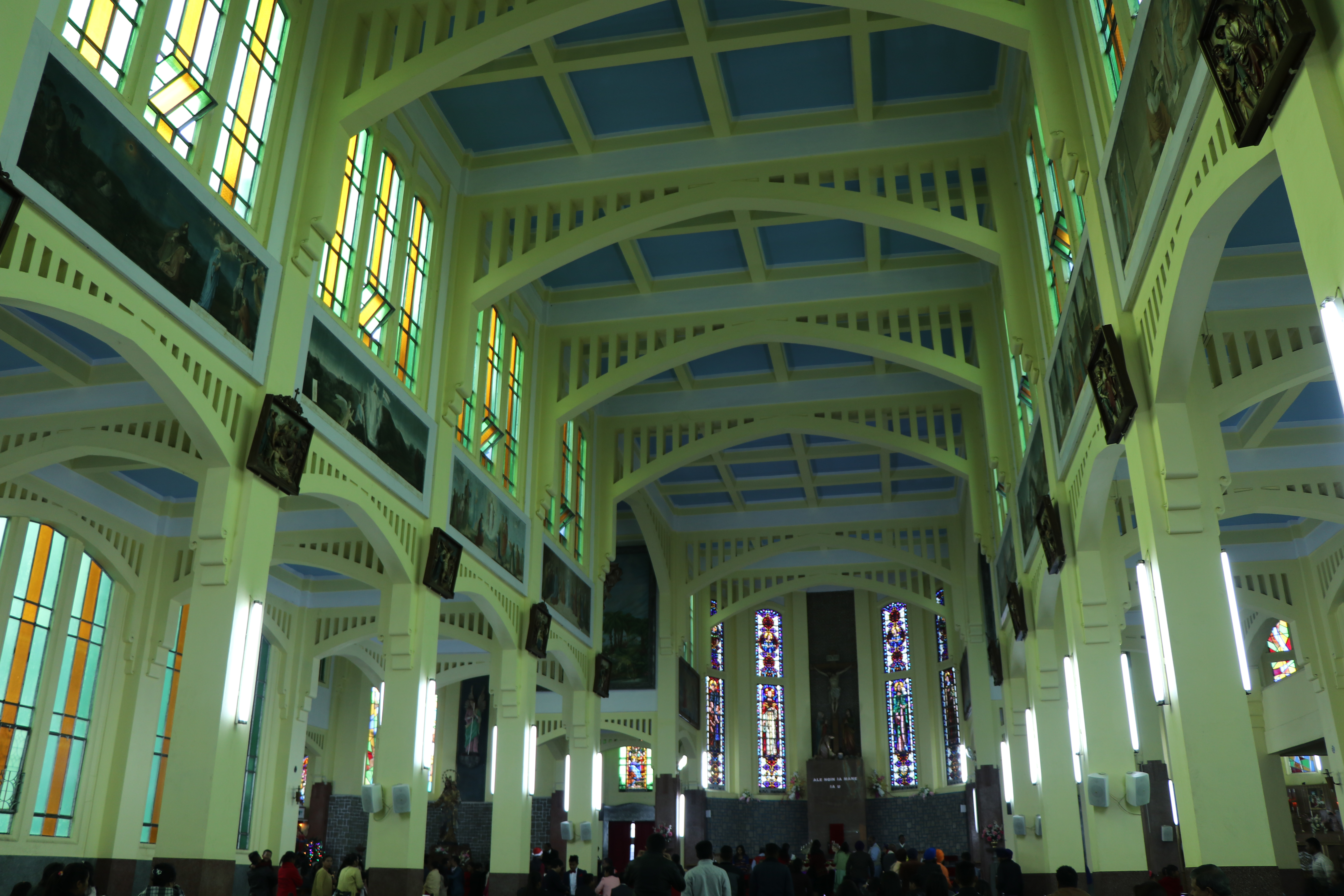
کلیسای جامع مریم کمک مسیحیان در شیلونگ
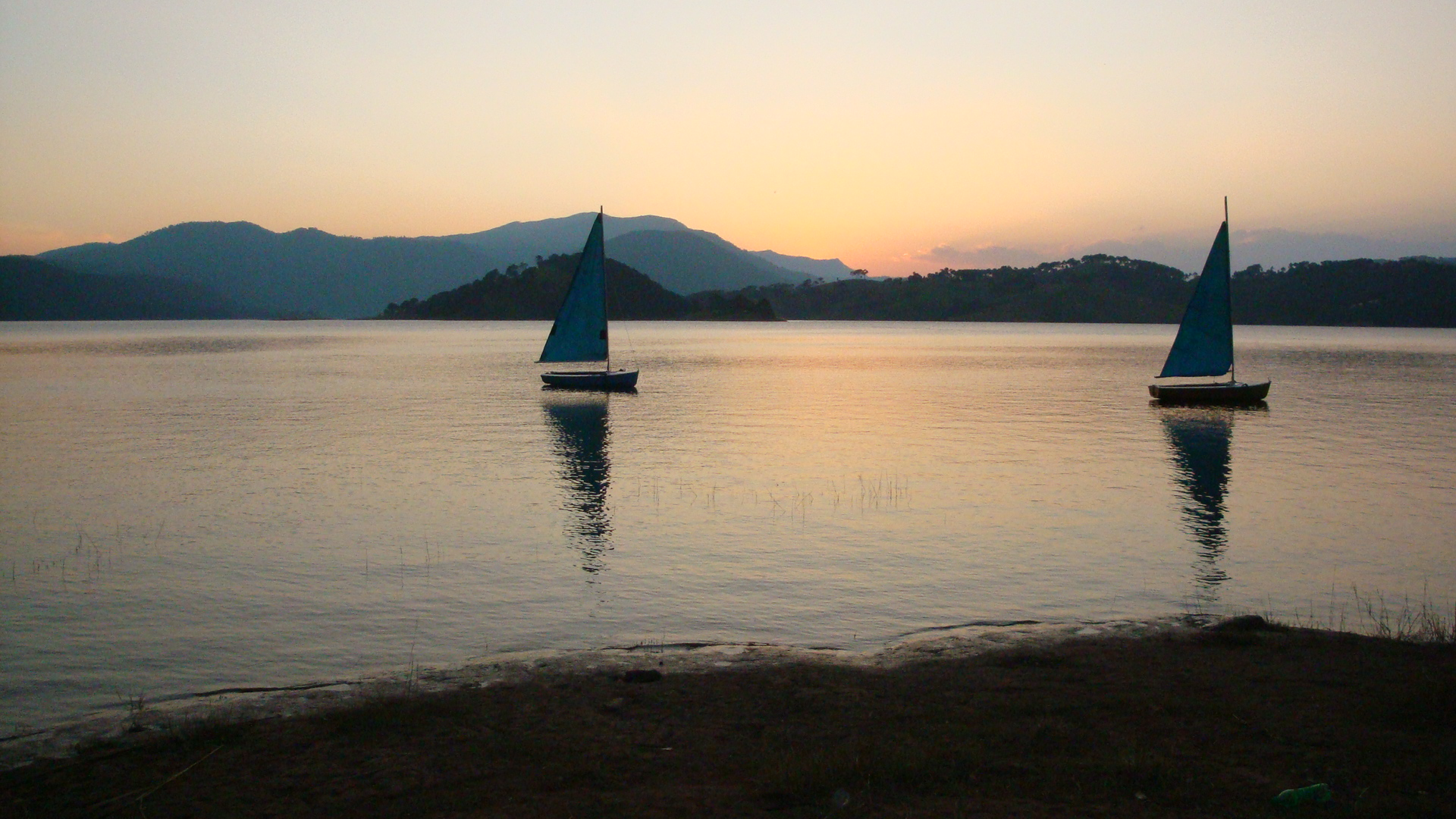
دریاچه اومیام
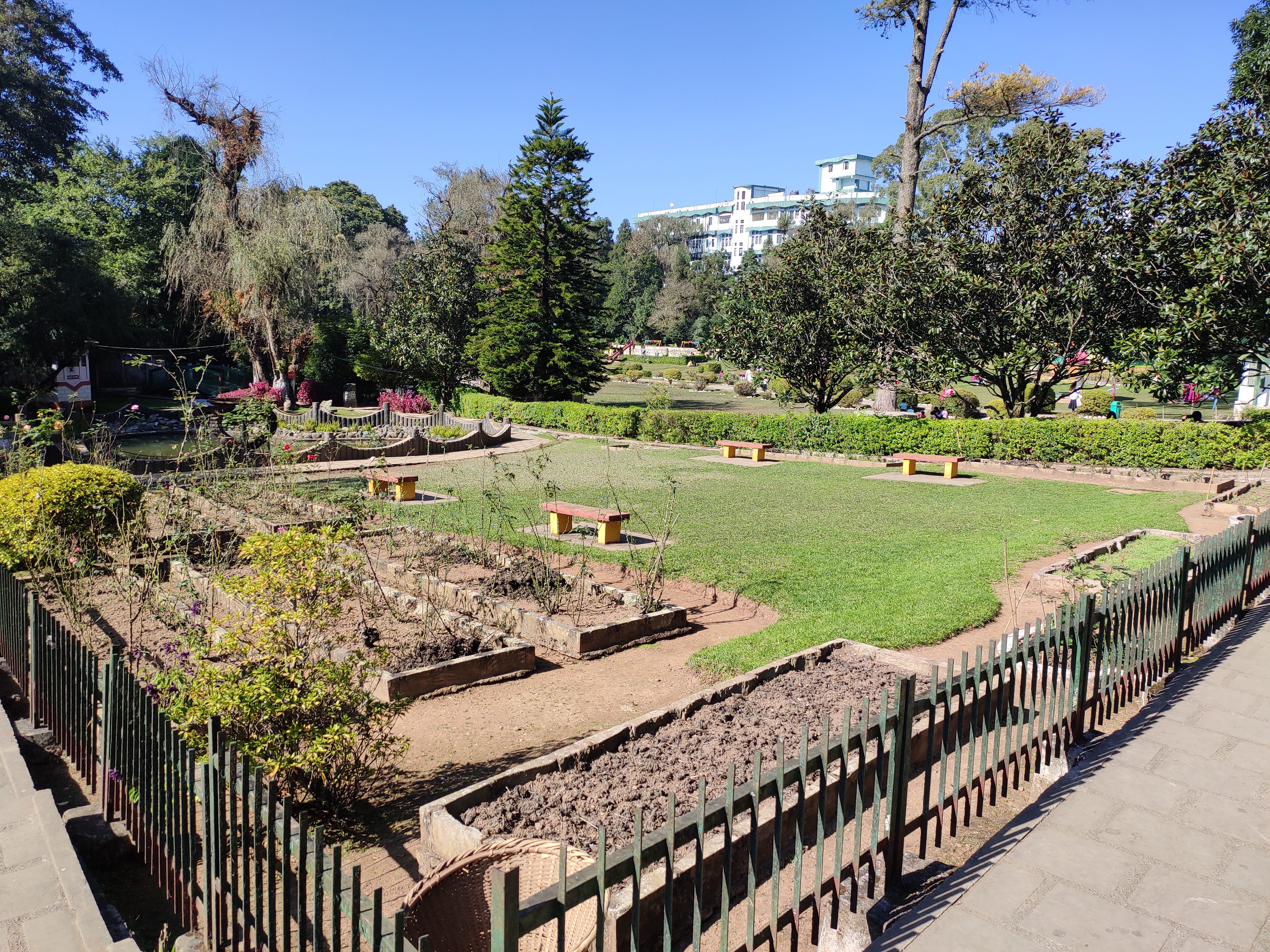
پارک بانو هیدری
مؤسسه آموزش مدیریت هند، شیلونگ